# آبشار باو
آبشار باو (به انگلیسی: Bow Falls) آبشاری است که در بنف، کانادا واقع شده و ارتفاع کلی ریزشگاه آن ۳۰ فوت (۹٫۱ متر) است.